# Lądowisko Czaplinek-Broczyno
Lądowisko Czaplinek-Broczyno – lądowisko w Broczynie, 7 kilometrów na południowy wschód od Czaplinka, w województwie zachodniopomorskim. Lądowisko należy do Stowarzyszenia Lotniczego w Czaplinku.
Lądowisko powstało w 2009 na terenie byłego wojskowego lotniska Czaplinek-Broczyno, wybudowanego w latach 50. XX wieku dla 6 Pułku Lotnictwa Myśliwsko-Szturmowego z Piły
Dysponuje jedną betonową drogą startową z nawierzchnią asfaltową o długości 2300 m.

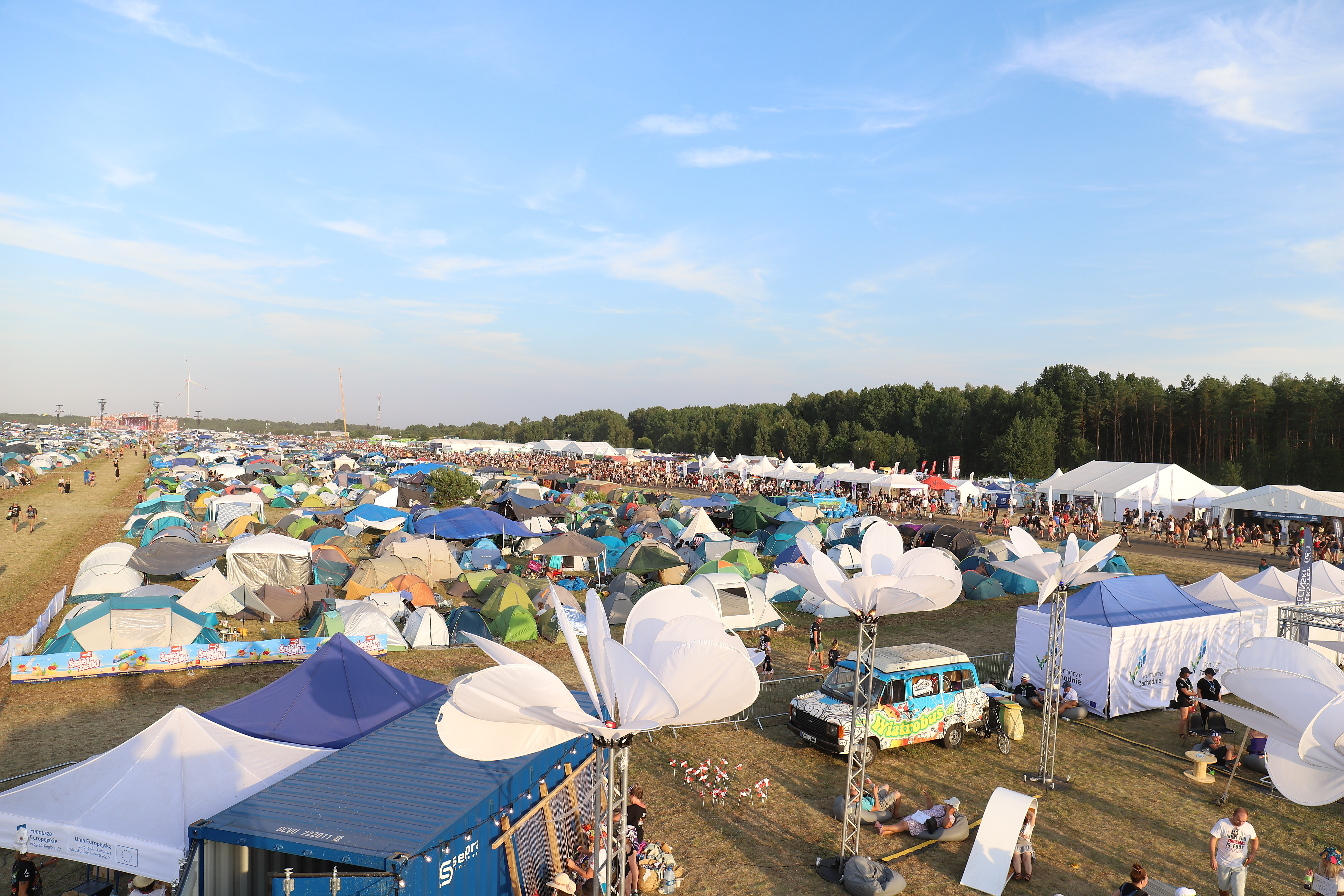
Lądowisko podczas Pol’and’Rock Festival 2022

Od 2022 roku na terenie lądowiska odbywa się Pol’and’Rock Festival.